# Franciszek Pacheco
Franciszek Pacheco SJ, port. Francisco Pacheco (ur. 1556 w Ponte de Lima, zm. 20 czerwca 1626 w Nagasaki) – jezuicki misjonarz, prezbiter, błogosławiony Kościoła katolickiego, męczennik, ofiara antykatolickich prześladowań w Japonii, zamordowany z nienawiści do wiary (łac.) in odium fidei.

## Geneza męczeństwa - tło historyczne
Po okresie wzmożonej działalności misyjnej Kościoła katolickiego, gdy w 1613 roku siogun Hidetada Tokugawa wydał dekret, na mocy którego pod groźbą utraty życia wszyscy misjonarze mieli opuścić kraj, a praktykowanie i nauka religii zakazana, rozpoczęły się trwające kilka dziesięcioleci krwawe prześladowania chrześcijan. Franciszek Pacheco padł ofiarą eskalacji prześladowań zainicjowanych przez sioguna Iemitsu Tokugawę.

## Życiorys
Pochodził z portugalskiej rodziny szlacheckiej. Wzorem swojego wuja, który poniósł męczeńską śmierć, pełniąc posługę kapłańską wśród japońskich wiernych i pod wpływem kontaktu z misjonarzami w Lizbonie już jako dziecko pragnął podjąć działalność misyjną. Studia podjął w kolegium jezuickim w stolicy. Do Towarzystwa Jezusowego wstąpił w 1585 roku. Pragnął realizować powołanie na Dalekim Wschodzie i w 1592 roku wysłany został do Indii. Z Goa udał się do Makau, gdzie ukończywszy studia przyjął święcenia kapłańskie. Nauczał teologię do czasu uzyskania zgody na bezpośrednią pracę misyjną. W pierwszych latach pobytu w Japonii apostolat realizował między innymi w okolicach miast Meaco (lub Miaco, od jap. miyako – stolica; dawna nazwa Kioto) i Ozaka (Osaka). W 1608 roku powrócił do Makau, gdzie kierował seminarium jezuitów. Ponownie w Japonii podjął działalność gdy mianowany został wikariuszem generalnym biskupa Luísa de Cerquiera, stanowisko piastował do czasu kiedy w 1614 roku został wydalony. W rok później wrócił w przebraniu kupca i potajemnie wspierał wspólnoty prześladowanych chrześcijan. Po śmierci biskupa pełnił powierzone obowiązki administratora apostolskiego diecezji, a następnie został mianowany prowincjałem jezuitów. 18 grudnia 1625 roku wydanego przez apostatę Franciszka Pacheco aresztowano z gospodarzem domu w którym mieszkał, sekretarzem Kasprem Sadamatsu i sąsiadami, a potem zamknięto w więzieniu na terenie miasta Shimabara. W niewoli utworzył wspólnotę modlitewną i zgodnie ze swoimi prerogatywami przyjął do zakonu współwięzionych katechistów. Grupa ta określana jest jako Franciszek Pacheco i towarzysze.
17 czerwca 1626 roku grupa więzionych dołączyła w Nagasaki do innych zakonników i 20 czerwca wszystkich żywcem spalono na podmiejskim wzgórzu.
7 lipca 1867 papież Pius IX beatyfikował Franciszka Pacheco wraz z Alfonsem z Navarrete i 203 towarzyszami.
Dies natalis jest dniem, kiedy w Kościele katolickim obchodzone jest wspomnienie liturgiczne błogosławionego.